# باشگاه فوتبال مدرن فیوچر
باشگاه فوتبال مدرن فیوچر (عربی: نادي مودرن فيوتشر لكرة القدم) یک باشگاه فوتبال مصری مستقر در قاهره است که در حال حاضر در لیگ برتر فوتبال مصر،  بالاترین سطح لیگ فوتبال در این کشور به فعالیت می‌پردازد. 